# Liste der Kulturdenkmale in Treben
In der Liste der Kulturdenkmale in Treben sind vorerst einige Kulturdenkmale der ostthüringischen Gemeinde Treben im Landkreis Altenburger Land und ihrer Ortsteile aufgelistet. Diese Liste basiert nicht auf der offiziellen Denkmalliste der Unteren Denkmalschutzbehörde des Landkreises. Grundlage hierfür ist gegebenenfalls vorhandene Literatur beziehungsweise vorhandene Denkmalplaketten an den einzelnen Objekten. Deswegen ist diese Liste stark unvollständig.

## Lehma
| Bild            | Bezeichnung | Lage                       | Datierung | Beschreibung | ID |
| --------------- | ----------- | -------------------------- | --------- | ------------ | -- |
| Fotos hochladen | Vierseithof | Alte Hauptstraße 7 (Karte) |           |              |    |

## Plottendorf
| Bild            | Bezeichnung | Lage                             | Datierung | Beschreibung | ID |
| --------------- | ----------- | -------------------------------- | --------- | ------------ | -- |
| Fotos hochladen | Altersheim  | Dr.-Robert-Koch-Straße 6 (Karte) |           |              |    |
| Fotos hochladen | Vierseithof | Haselbacher Straße 5 (Karte)     |           |              |    |

## Treben
Denkmalensemble

| Bild                           | Bezeichnung | Lage                    | Datierung | Beschreibung                                       | ID |
| ------------------------------ | ----------- | ----------------------- | --------- | -------------------------------------------------- | -- |
| weitere Bilder Fotos hochladen | Rittergut   | Breite Straße 2 (Karte) |           | Barockschloss mit Park, Brennerei, Mälzerei, Mühle |    |

Einzeldenkmale

| Bild                           | Bezeichnung | Lage             | Datierung | Beschreibung | ID |
| ------------------------------ | ----------- | ---------------- | --------- | ------------ | -- |
| weitere Bilder Fotos hochladen | Kirche      | Kirchhof (Karte) |           |              |    |